# Jenny Pérez-Schmidt

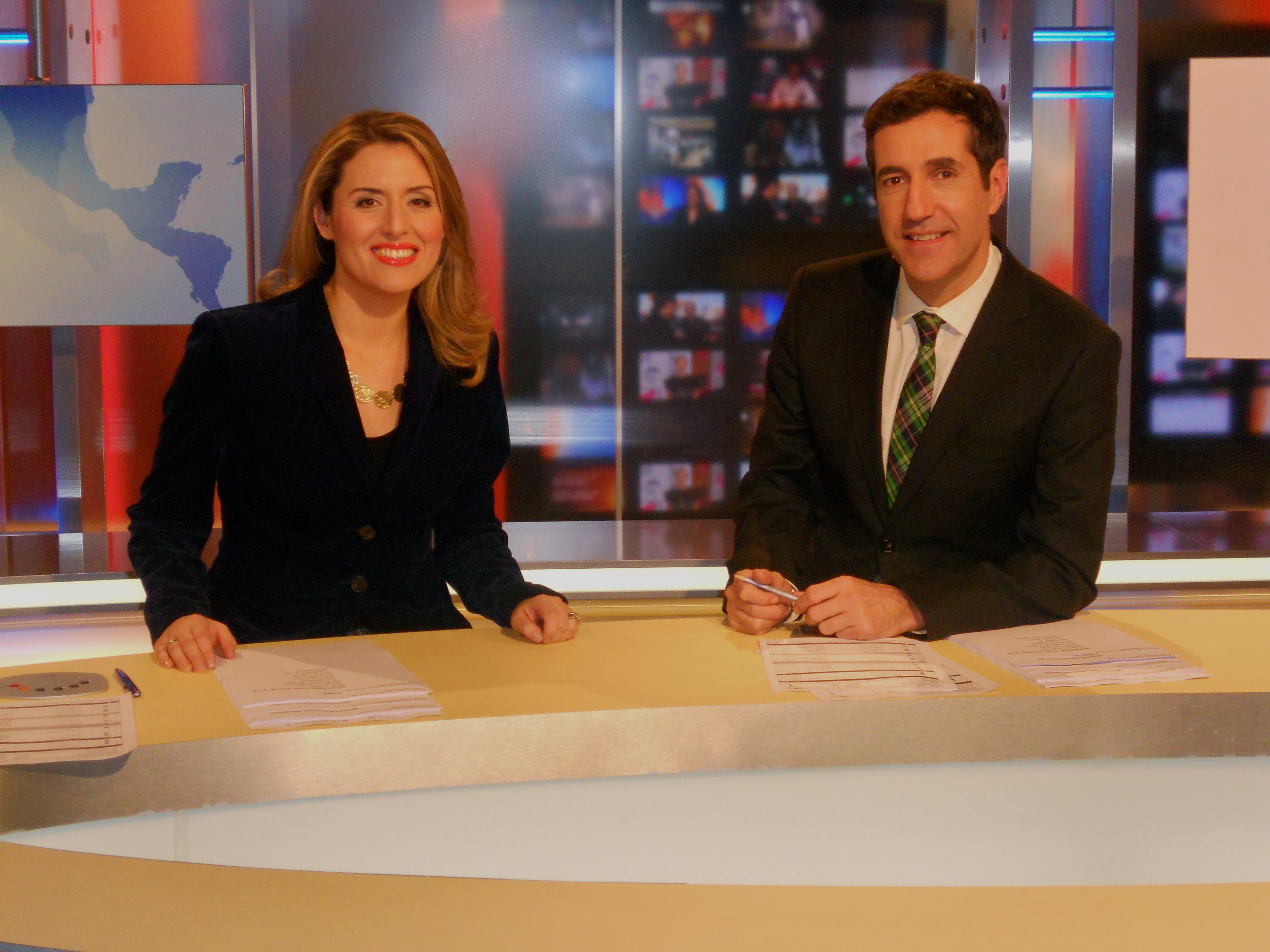
Jenny Perez-Schmidt con Carlos de Vega en DW (Latinoamérica).

Jenny Perez-Schmidt (Penco, Chile, 29 de septiembre de 1976) es una periodista chilena y presentadora en la televisión alemana en DW (Español), la señal de televisión en español de Deutsche Welle. Se especializa en política internacional.

## Biografía

### Primeros años
Es Periodista y Licenciada en Comunicación Social, aprobada con honores en Universidad de Concepción de Chile. Previamente, estudió en la Escuela D-581 "República de Italia" de Penco y el Instituto Superior de Comercio, también de Concepción.

### Vida profesional
En 1998, inició su carrera televisiva en Canal TVU de la Televisión Universidad de Concepción, gracias al entonces director del departamento de Comunicación Social de la UdeC, Hugo Olea. Desde ese punto, fue conductora de noticias en el noticiero Primer Plano y entrevistadora de la edición nocturna. A través de ese espacio, se convierte en el rostro de la televisión de la Región del Biobío, entrevistando a personajes del quehacer político, cultural y social de la Región del Biobío y de Chile. Anteriormente, había comenzado su carrera con pasantías en la radio de la universidad y posteriormente en Radio Octava.
Por su desempeňo, en 2002, recibe una oferta del canal Mega para integrarse al departamento de prensa. Deja el periodismo regional, para dedicarse al internacional en Megavisión, la primera red privada de televisión abierta de Chile. Traslada su domicilio a Santiago de Chile.
En 2003, se integra al equipo del programa Meganoticias Matinal de Mega, conducido por Mauricio Israel, como presentadora y comentarista internacional. Con el paso del tiempo, compartió set con los conductores José Luis Reppenning, Andrea Molina y Catalina Edwards. A través de ese espacio, es enviada al extranjero para informar de los distintos acontecimientos de relevancia internacional.
En 2004, se integra al equipo de Meganoticias Central y reportajes. Jenny es comisionada para informar de nuevo desde distintas ciudades extranjeras, pero en distinto formato. Realizó reportajes en la ola de descontento contra Hugo Chávez en Venezuela en 2005, el cierre de Radio Caracas Televisión en dicho país, los atentados en Madrid en 2004, los conflictos entre Israel y Palestina en 2006. Allí, comienza a realizar una serie de viajes a la zona de Oriente Próximo, también al Líbano, Turquía y Egipto.
En 2006 y 2007, Jenny Perez-Schmidt cubrió la agenda internacional de la expresidenta de Chile Michelle Bachelet. Entre sus coberturas, sobresalen las que hizo a las Cumbres de la APEC Australia 2007, y el Foro de Cooperación Económica Asia-Pacífico en Hanoi, Vietnam en 2006. También, cubrió las visitas oficiales de la mandataria a Japón, Singapur, Canadá, Nueva Zelandia, Venezuela, Estados Unidos y Brasil.

### Trabajo en el extranjero
En 2008 se traslada a la ciudad alemana de Fráncfort del Meno. En 2009 se dedica a trabajar como corresponsal freelance desde Europa para distintos medios de habla hispana, entre ellos Megavision de Chile, Revista Capital en español, y Caracol Televisión de Colombia. Para sus reportajes aprendió a editar y adquirió sus propios equipos. También aprendió el idioma alemán. Cubrió desde la liberación de la colombiana secuestrada por las FARC, Íngrid Betancourt, hasta la Copa Mundial Femenina de Fútbol de 2011 en Alemania, cubriendo a la Selección femenina de fútbol de Colombia y la crisis de la deuda soberana europea para diversos medios latinoamericanos.
En 2012 se integra como presentadora de noticias de la televisión alemana Deutsche Welle Latinoamérica, estación para la que colabora además en el departamento de Economía como presentadora y redactora del magacín económico Economía Actual y de los programas Hecho en Alemania, Agenda y Cuadriga. También es la cara chilena del Journal, el informativo alemán en español para América Latina. Aún vive en Fráncfort y viaja diariamente a Berlín a presentar sus programas.

### Vida personal
En cuanto a su vida personal, es la hija menor de nueve hermanos, está casada y tiene un hijo nacido en 2009. Conoció a su esposo Robert (de nacionalidad canadiense) en un viaje entre Múnich y Fráncfort, casándose en Penco y mudándose luego a Alemania por los negocios de su marido.